# Скотники-Малі
Скотники-Малі (пол. Skotniki Małe) — село в Польщі, у гміні Бусько-Здруй Буського повіту Свентокшиського воєводства.
Населення — 208 осіб (2011).
У 1975-1998 роках село належало до Келецького воєводства.

## Демографія
Демографічна структура на день 31 березня 2011 року:
|          | Загалом | Допрацездатний вік | Працездатний вік | Постпрацездатний вік |
| -------- | ------- | ------------------ | ---------------- | -------------------- |
| Чоловіки | 99      | 22                 | 65               | 12                   |
| Жінки    | 109     | 20                 | 59               | 30                   |
| Разом    | 208     | 42                 | 124              | 42                   |